# Тарштет
Тарштет (њем. Taarstedt) општина је у њемачкој савезној држави Шлезвиг-Холштајн. Једно је од 134 општинска средишта округа Шлезвиг-Фленсбург. Према процјени из 2010. у општини је живјело 864 становника. Посједује регионалну шифру (AGS) 1059086.

## Географски и демографски подаци
Тарштет се налази у савезној држави Шлезвиг-Холштајн у округу Шлезвиг-Фленсбург. Општина се налази на надморској висини од 23 метра. Површина општине износи 13,7 km². У самом мјесту је, према процјени из 2010. године, живјело 864 становника. Просјечна густина становништва износи 63 становника/km².